# Arkivarie

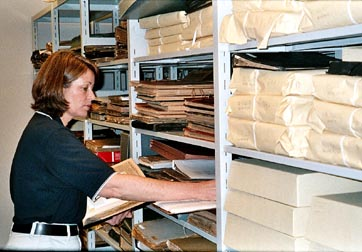
En arkivarie som inventerar ett bestånd.

En arkivarie arbetar med att utreda, vårda, ordna och förteckna arkivbestånd samt att ge råd och service till arkivets användare och besökare. En arkivassistent är en person som arbetar med olika förekommande arbetsuppgifter i ett arkiv. Det kan handla om inventering, förteckning och fysiskt vårdande av arkivmaterial, service åt arkivets besökare, diverse administrativa göromål etc.

## Verksamhet
Arkivarien, som vanligtvis har högskoleutbildning (magister- eller masterexamen) i bland annat arkivvetenskap, kan arbeta med allt från att ordna historiska arkiv till att delta i att planera digitala informationssystem. Arkivarien utreder, granskar och bedömer vilka handlingar som ska bevaras i arkiv och vad som är mindre viktig information och kan gallras. Det gäller framförallt att ta vara på information som kan vara värdefull för forskningen nu och i framtiden. Offentlighetsprincipen och handhavandet av allmänna handlingar är också en viktig del i arkivariens arbete. Handlingarna kan vara skriftliga dokument, kartor, ritningar, fotografier, film eller digitala dokument. Arkivarier som är anställda vid statliga och kommunala arkivinstitutioner ger också råd till myndigheter, företag och organisationer om regler för vad som måste bevaras och vad som kan gallras, samt hur handlingar på bästa sätt ska förvaras. En del arkivarier arbetar också vid enskilda arkivinstitutioner, som folkrörelsearkiv, föreningsarkiv och näringslivsarkiv.
Arkivarien har ett tvådelat ansvar: dels att ”dokumentera nuet”, vilket innefattar upprättande av planer för hur dokument ska hanteras och vårdas inom en organisation, värdering av den information som uppstår och säkerställande av att den görs sökbar och tillgänglig för brukarna och rätt anpassad till de databärare som används; dels att ”rekonstruera det förflutna”, vilket betyder att göra den historiska informationen i arkiven levande (genom att materialet sätts samman enligt gällande principer, till exempel proveniensprincipen,) tillgängliga och sökbara för forskare och en intresserad allmänhet.

## Utbildning
Utbildning till arkivarie sker vid flera svenska universitet och högskolor, bland annat vid Lunds universitet, Uppsala universitet, Göteborgs universitet, Mittuniversitetet och Södertörns högskola.

## Benämning
Arkivarie, i den latiniserade formen "archivarius", är dokumenterad i svenskan sedan 1651.
I anglosaxisk praxis och litteratur skiljer man mellan å ena sidan dokumenthantering (records management), det vill säga hanteringen av aktuella handlingar i företag och förvaltning, och å andra sidan arkivering, dvs. hanteringen av handlingar som sparats av historiska skäl (archives). Denna uppdelning har givit upphov till två skilda yrkeskårer, records managers respektive archivists. I Sverige inkluderas emellertid såväl dagsaktuella som historiska handlingar i begreppet arkiv, och den personal som hanterar handlingarna kallas arkivarier.